# 樫野恒太郎
樫野 恒太郎（かしの つねたろう、元治元年（1864年）8月27日 - 昭和23年（1948年）5月1日）は江戸時代末期（幕末）生まれで、明治・大正・昭和時代の実業家。

## 来歴・人物
元治元年（1864年）8月27日、徳島県阿南市中林町に、徳島藩中老・海上方奉行で通称阿波水軍の長であった森甚五兵衛16代目村晟の家臣であった父・樫野藤蔵と母・ミツの間に生まれる。明治維新後、父が創業した石灰製造所を継ぎ、神戸･徳島など京阪神を始め、国内の石灰業界で活躍し事業を拡大した（第二次世界大戦前、徳島県南部は大理石及び石灰石の代表的産地であり、大正9年（1920年）着工、昭和11年（1936年）完成の現在の国会議事堂の3階天皇御休憩所の出入口や内部の内装及び彫刻その他の議事堂各所に使われている石材である時鳥（ほととぎす）答島（こたじま）加茂更紗（かもさらさ）などは徳島県産であり、山口県産と並んで国会議事堂の石材の主要な部分を占めている）。
徳島県においては昭和初期、富岡無尽株式会社の社長を10年間務め、今の徳島銀行の基礎を確立した。また徳島県会議員を務め、金融と政界に足跡を残した。篤志家として知られた。

## 年表
- 元治元年（1864年） -樫野藤蔵の長男（四人兄弟）として生まれる。
- 明治6年（1873年） - 父・樫野藤蔵が樫野石灰製造所（現・株式会社樫野）の創業。
- 明治15年（1882年） - 神戸市加納町において、神戸市で初めて工業用及び建築用石灰を製造。
- 明治39年（1906年） - 徳島県初の民有軽便鉄道を敷設する。
- 明治45年（1912年） - 富岡町に富岡橋を寄付する。工費4千円。

- 大正4年（1915年）4月 - 樫野邸（阿南市）の建築に着工、完成は大正14年（1925年）。木造2階建　延床面積726平方メートル（平成6年(1994年）、当時ハレルヤ製菓株式会社会長の岡武男の懇願により、現状を留めた姿で移築復元するとの条件で、樫野家から無償譲渡された。その後、阿波の里・迎賓館を経て、現在、樫野倶楽部として結婚式場として使用されている。平成11年（1999年）8月23日文部科学大臣により登録有形文化財に登録される）。

- 大正7年（1918年）3月 - 富岡無尽合資会社（現・徳島銀行）の設立にあたり14名の無限責任社員の一人となる。
- 大正8年（1919年）6月12日 - 樫野商店を法人化。株式会社樫野商店とし、初代代表取締役となる。
- 大正13年（1924年）5月18日 - 地元住民のため、阿南市黒津地町に3万円を投じ敷地面積500坪の「甲子幼稚園」を設立。「公共に尽くすをもって快とし、巨財を投じて甲子幼稚園を設立して貢献するところあり」として有栖川厚生資金及び銀花瓶の下賜を受ける。また日本赤十字社総裁載仁親王より有功賞を授与される。
- 昭和2年（1927年）10月 - 徳島県会議員となる（得票2713票。定員30人中2位当選。昭和6年9月まで在職。1期4年のみで勇退）
- 昭和11年（1936年）5月24日 - 富岡無尽合資会社から富岡無尽株式会社へ組織変更。出資者8名のうち筆頭株主となる。
- 昭和11年（1936年）8月23日 - 富岡無尽株式会社（現・徳島銀行）の代表取締役に就任（72歳）
- 昭和12年（1937年）7月7日 - 日中戦争開戦(盧溝橋事件)。
- 昭和16年（1941年）12月8日 - 太平洋戦争開戦。
- 昭和20年（1945年）8月15日 - 第二次世界大戦（太平洋戦争）終戦。
- 昭和21年（1946年）1月20日 - 樫野石灰工業株式会社(現在の株式会社樫野）の社長を退任。
- 昭和21年 - 富岡無尽株式会社の代表取締役を勇退（82歳）、後任社長に三間知賀を選ぶ。
- 昭和23年（1948年）5月1日 - 永眠